# Strada (Valsot)
Strada (, toponimo romancio) è una frazione del comune svizzero di Valsot, nella regione Engiadina Bassa/Val Müstair (Canton Grigioni).

## Geografia fisica
Strada è situato in Bassa Engadina, sul lato sinistro del fiume Inn.

## Monumenti e luoghi d'interesse

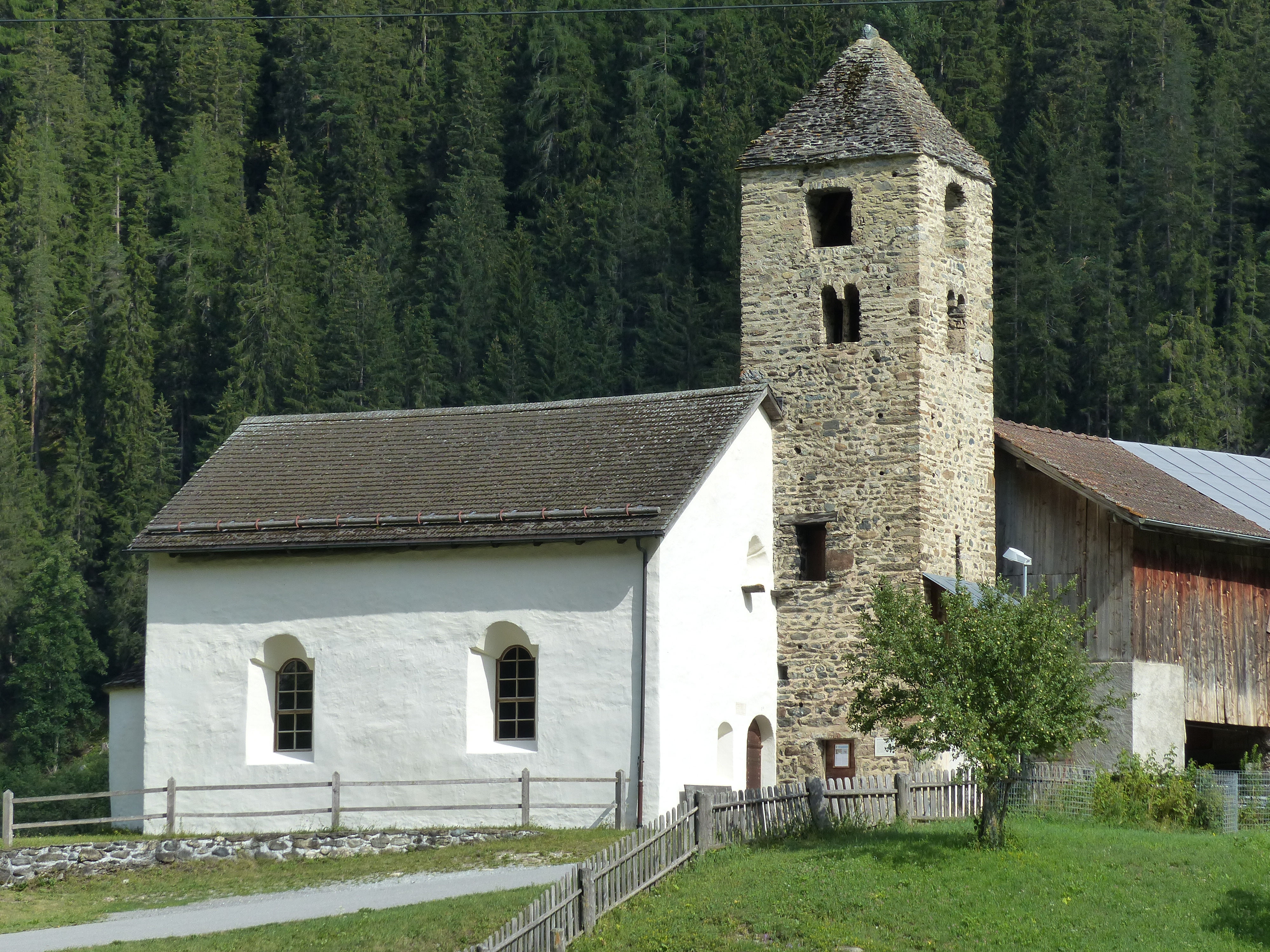
La cappella di San Niclà

- Chiesa riformata;
- Cappella di San Niclà, romanica[1].

## Infrastrutture e trasporti
La stazione ferroviaria più vicina è quella di Scuol-Tarasp della Ferrovia Retica, sulla linea Pontresina-Scuol, distante 9,5 km.